# カルボン酸 (テルペノイド)
カルボン酸 (carvonic acid)または、α-メチレン-4-メチル-5-オキソ-3-シクロヘキセン-1-酢酸(α-methylene-4-methyl-5-oxo-3-cyclohexene-1-acetic acid)は、カルボンの代謝（ヒト）によって生成するテルペノイドである。